# Eugenio Mira
Eugenio Mira (nacido en 1977 en Castalla, Alicante) es un director de cine y compositor español.
Tras completar sus estudios de instituto y de piano, se mudó a Madrid para estudiar en la Escuela de Cine Septima Ars, trabajando en la industria cinematográfica española como ayudante de dirección, en el departamento de arte y en el mundo publicitario. Su cortometraje de debut, Fade (2000), llamó la atención de Guillermo Del Toro, quién apoyó su carrera desde sus inicios, presentándole a su agente, Robert Newman (WME).
Su primer largometraje, El cumpleaños (2004), se convirtió en una película de culto tras ganar varios premios en la primera edición del Fantastic Fest de Austin, Texas, en el que ha estrenado sus películas desde entonces: el cuento gótico Agnosia (2010) y la más reciente Grand Piano (2013), protagonizada por Elijah Wood y John Cusack.

## Otros trabajos
Además de su trabajo como director, guionista y compositor, Mira también ha desarrollado puntualmente otras tareas, desde director de la segunda unidad en Lo Imposible (Juan Antonio Bayona, 2012) hasta actor, interpretando a un joven Robert De Niro en Luces Rojas (Rodrigo Cortés, 2011).
Mira se encuentra en la actualidad desarrollando varios proyectos de película y está a punto de presentar el primer álbum de su nuevo proyecto musical Pagana (estilizado como P  ^  G  ^  N  ^) . Este álbum será el primero de su propio sello discográfico Paramirama.
En 2022 ha dirigido la serie ¡García! ambientada en la actualidad pero con referencia a hechos sucedidos en los años 50 durante el régimen de Franco.